# Masnedø
Masnedø es una isla de Dinamarca, ubicada entre Selandia y Falster. La isla ocupa un área de 1,68 km² y alberga una población de 156 habitantes. Se puede llegar a Masnedø a través del puente Masnedsund desde Selandia o desde el puente Storstrøm desde Falster.
En la isla hay un parque eólico consistente en cinco turbinas de 750 kW turbines, construido en 1986. Hay planes para reemplazar las turbinas actuales por dos de 4 MW. El complejo generador también incluye dos cogeneradores que producen electricidad y calor para la vecina Vordingborg.